# Institut für Weltreligionen
Das Institut für Weltreligionen (IWR) der Chinesischen Akademie der Sozialwissenschaften (CASS) (chinesisch 中國社會科學院世界宗教研究所 / 中国社会科学院世界宗教研究所, Pinyin Zhongguo shehui kexueyuan Shijie zongjiao yanjiusuo, englisch Institute of World Religions, Chinese Academy of Social Sciences) wurde 1964 gegründet. Es ist die einzige offizielle nationale chinesische Institut für die wissenschaftliche Erforschung von Religion in der Volksrepublik China. Das Institut hat acht Studienzweige: Buddhismus, Christentum, Islam, Konfuzianismus, Daoismus und chinesische Volksreligion, zeitgenössische Religionen, Religionswissenschaft, religiöse Kultur und Kunst.
Darüber hinaus veröffentlicht das Institut zwei wichtige Zeitschriften: Shijie zongjiao yanjiu (Studies on World Religions) und Shijie zongjiao wenhua (World Religious Cultures). Ren Jiyu 任继愈 war lange Zeit sein Direktor. Zhuo Xinping 卓新平 ist derzeit sein Direktor.